# آلفاویل (گروه موسیقی)
آلفاویل (به انگلیسی: Alphaville) یک گروه موسیقی سینث‌پاپ آلمانی است که در دههٔ ۱۹۸۰ میلادی به شهرت رسید. اعضای بنیان‌گذار گروه مارین گلد (خواننده)، برنهارد لوید و فرانک مِرتِنز بودند.
وب‌گاه آل‌میوزیک آلبوم تا ابد جوان آلفاویل را که در سال ۱۹۸۴ منتشر شد از آثار کلاسیک سینث‌پاپ معرفی کرده‌است. ترانه‌های «Forever Young» و «Big in Japan» از آثار بسیار معروف آلفاویل و از قطعات این آلبوم هستند که در زمان انتشارش در ایالات متحده تا ردهٔ ۱۸۰ بیلبورد ۲۰۰ صعود کرد. «Forever Young» و «Big in Japan» نیز در زمان انتشارشان در رده‌های ۶۵ و ۶۶اُم جدول ۱۰۰ ترانهٔ پرفروش روز آمریکا قرار گرفتند.
نام گروه در ابتدا Forever Young بود که بعداً به آلفاویل تغییر داده شد. آلبوم‌های این گروه تا سال ۲۰۱۰ میلادی بیش از ۶ میلیون نسخه فروش داشته‌اند.

## آلبوم‌ها

### آلبوم‌های استودیویی
| نام آلبوم                          | سال انتشار |
| ---------------------------------- | ---------- |
| ۱. Forever Young                   | ۱۹۸۴       |
| ۲. Afternoons in Utopia            | ۱۹۸۶       |
| ۳. The Breathtaking Blue           | ۱۹۸۹       |
| ۴. Prostitute                      | ۱۹۹۴       |
| ۵. Salvation                       | ۱۹۹۷       |
| ۶. Dreamscapes                     | ۱۹۹۹       |
| ۷. Stark Naked and Absolutely Live | ۲۰۰۰       |
| ۹. Forever Pop                     | ۲۰۰۱       |
| ۱۰. CrazyShow                      | ۲۰۰۳       |
| ۱۱. Catching Rays on Giant         | ۲۰۱۰       |